# Теоретики
«Теоре́тики» — телесериал белорусской телекомпании СТВ 2009 года. Сериал — клон «Теории Большого взрыва». Съёмки были завершены после того, как отсняли первые четыре серии.

## В ролях
Сюжет истории о молодых физиках-ядерщиках, впервые столкнувшихся с любовью в лице буфетчицы Наташи (Татьяна Калих), создавался творческим коллективом, руководимым Юрием Крученком, известным также как автор шуток к сериалу «Солдаты» и как редактор КВН.

Роли молодых теоретиков исполнили:
- Дмитрий Танкович — Сева Зайцев
- Евгений Сморигин[1] — Коля Синус
- Максим Пониматченко
- Геннадий Фомин — Газик Мамаян

### В эпизодах
- Эвелина Сакуро — мама-одесситка «тётя Роза»,
- Олег Коц — Боря Шиманский.

## История
«Теоретики», как клон «Теории Большого взрыва», не остался незамеченным авторами оригинального сериала: на сайте автора оригинального сериала Чака Лорри был размещён текст:

Беларусь — небольшая, не имеющая выхода к морю страна, расположенная рядом с Россией, Украиной, Латвией, Литвой и Польшей. Согласно Википедии, одним из основных экспортных товаров Беларуси являются побочные продукты от скотоводства. Вопрос напрашивается сам собой — что же это за скот такой, который годится только на обойный клей и фетровые шляпы? Но в Беларуси, кроме того, есть и телевизионная индустрия. Один из последних телехитов — ситком про четырёх учёных-ботаников, которые живут по соседству с очаровательной блондинистой официанткой. Персонажей зовут Шелдон, Лео, Говард, Радж и Наташа, а сам сериал называется «Теоретики». Каждая серия начинается с очень быстрого монтажа картинок, на которых изображено развитие нашей вселенной от начала времён до наших дней. Продолжая тему, монтаж сопровождает самая ужасная поп-музыка, которая когда-либо была создана от начала времён. И, наконец, каждая серия выглядит так, будто это русский перевод «The Big Bang Theory». Когда мы донесли этот факт до ушей отдела по защите авторских прав в Warner Bros., нам ответили, что подать в суд невозможно, так как компания, которая нас обокрала, принадлежит правительству государства Беларусь. Так как никаких других возможностей у меня нет, я надеюсь, что это письмо прочтут те милые люди, которые делают «Теоретиков», и что они, страдая от угрызений совести, отправят нам партию фетровых шляп. Авторы киргизской версии «Dharma & Greg» уже отправили мне обойный клей.
Оригинальный текст (англ.)Belarus is a small, land-locked country next door to Russia, Ukraine, Latvia, Lithuania and Poland. According to Wikipedia, one of its major exports is cattle by-products. Which begs the question, what horrible shape are the cattle in, if all they're good for is felt hats and wallpaper paste? But Belarus does have a bustling TV production industry. One of their most recent hits is a sitcom about four nerdy scientists who live next door to a beautiful blonde waitress. The characters are named Sheldon, Leo, Hovard, Raj and Natasha, and the show is entitled, The Theorists. Each episode begins with a rapid-fire montage of images which takes us from the dawn of time to the present moment. Keeping with that theme, the montage is scored with what is probably the worst piece of recorded pop music since the dawn of time. And finally, each episode appears to be a Russian translation of a Big Bang Theory episode. When we brought this to the attention of the Warner Brothers legal department, we were told that it's next to impossible to sue for copyright infringement in Belarus because the TV production company that is ripping us off is owned and operated by the government of Belarus. Having no other recourse, I'm hoping that this vanity card will be read by the fine folks making The Theorists, and, wracked with guilt, they break down and send us some felt hats. The Kyrgyzstan version of Dharma & Greg already sent me some wallpaper paste.

Помимо официального сайта, этот текст на английском языке был представлен в конце 15 серии 3 сезона в виде «фактов Чака Лорри», они же «карточки тщеславия» («Chuck Lorre Production, #277»).
Сериал позиционировался как «первый белорусский ситком».
Телеканал СТВ не стал выкупать права на «Теорию Большого взрыва» у его создателей. Выпустив четыре серии, СТВ прекратил съёмки «Теоретиков»:
Съемки «первого белорусского ситкома» прекращены окончательно. Единственное, чего хотят его создатели — как можно скорее забыть историю о «теоретиках», которая обернулась теорией большого позора для всей страны. 

## Цитаты
За все 28 минут, что шла первая серия, не было ни одной смешной шутки. Более плоского юмора я не слышал ни в одном другом комедийном сериале. Сказать, что шутки здесь неимоверно тупые, считай не сказать ничего. Это Эверест тупости.